# Franz Xaver Wolfgang Mozart
Franz Xaver Wolfgang Mozart (26. července 1791 Vídeň – 29. července 1844 Karlovy Vary), též nazývaný Mozart syn, byl rakouský hudební skladatel a klavírista.

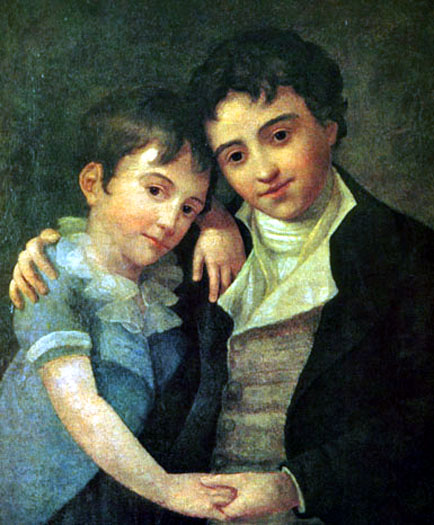
Karl a Xaver Mozartové

## Život
Narodil se 26. července 1791 ve Vídni jako šesté dítě Wolfganga Amadea Mozarta, jen pět měsíců před otcovou smrtí. Jméno dostal podle otcova žáka a blízkého přítele Franze Xavera Süssmayra.
Získal vynikající hudební vzdělání. Jeho učiteli byli takoví hudebníci jako Antonio Salieri a Johann Nepomuk Hummel. Stejně jako jeho otec začal komponovat již ve velmi raném věku. Svůj první klavírní koncert napsal již v roce 1805, kdy mu bylo 14 let. Jako hudebník se těšil uznání i přiměřenému úspěchu jak jako skladatel, tak i jako výkonný umělec. Sám se však značně podceňoval a neustále se srovnával se svým otcem.
V roce 1808 se stal učitelem hudby v rodině hraběte Baworowskiho ve Lvově a od roku 1809 v rodině vysokého císařského úředníka von Janiszewského v Burštýně v Haliči, dnešní západní Ukrajině. Kromě pedagogické činnosti koncertoval ve větších městech Haliče a uváděl své vlastní a otcovy skladby.
Po dvou letech v Burštýně se vrátil do Lvova. V letech 1826 až 1829 řídil Sbor sv. Cecilie, který se skládal z cca 400 amatérských zpěváků. Založil také Společnost sv. Cecilie, která se stala první hudební školou ve Lvově. 
V roce 1835 navštívil Karlovy Vary, kde se léčila jeho milenka a obdivovatelka hraběnka Josephine Cavalcabé s dcerou Julií, která byla jeho žákyní.
V roce 1838 se vrátil zpět do Vídně a stal se kapelníkem Mozartea v Salcburku. 
V roce 1844 zavítal s hraběnkou Cavalcabé znovu do Karlových Varů, kde se léčil s rakovinou jater. Pečovali o něj lázeňští lékaři Gallus von Hochberger a Rudolf Mannl. Nemoci však podlehl.

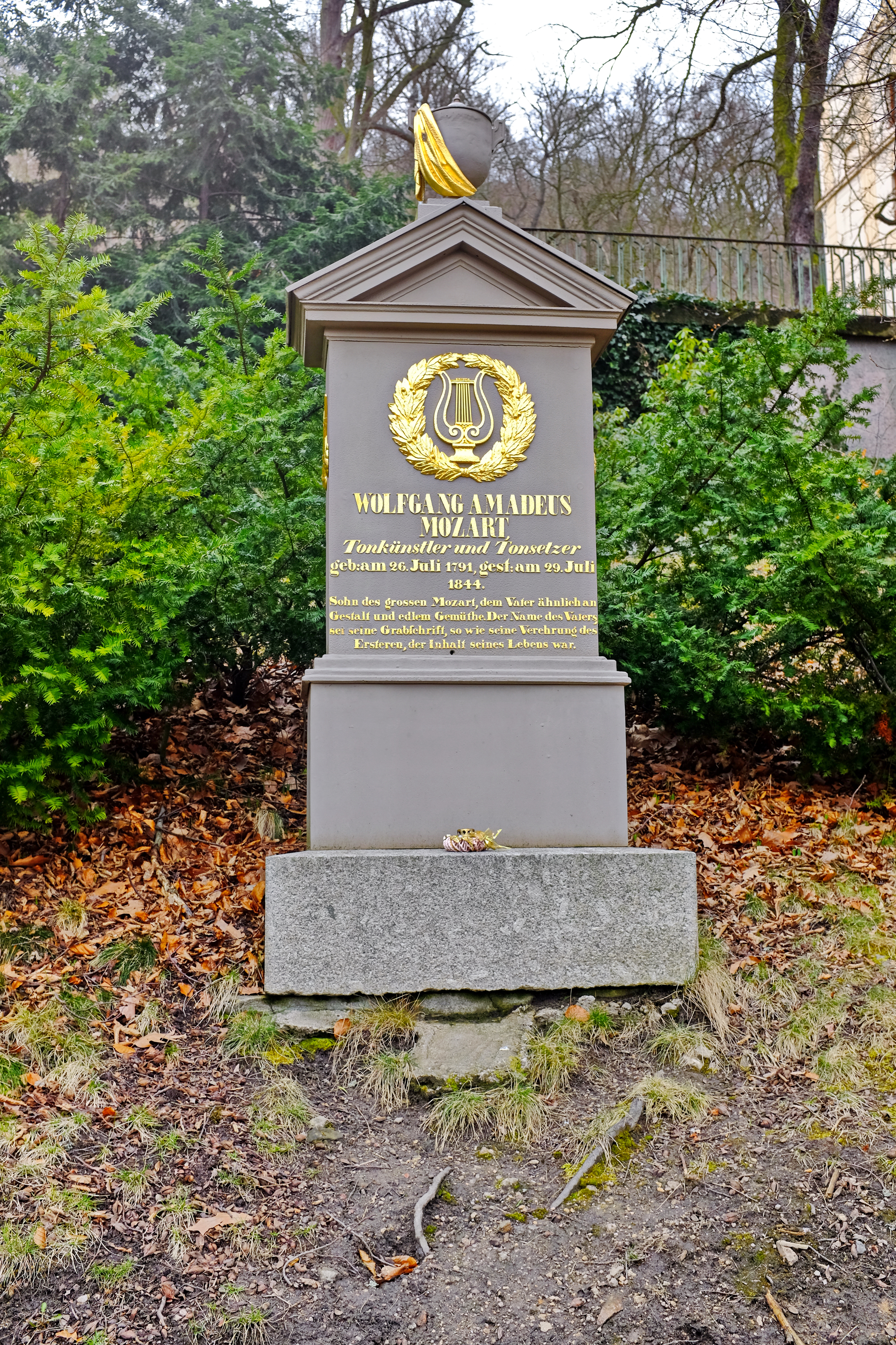
Náhrobek Franze Xavera Wolfganga Mozarta v Mozartových sadech

Nikdy se neoženil a neměl ani žádné potomky. Zemřel v Karlových Varech 29. července 1844. Pohřben byl na Ondřejském hřbitově (na místě jsou dnes po něm pojmenované Mozartovy sady). Pohřeb se konal v kapli Ondřejského kostela 1. srpna 1844 ve 21 hodin. Hraběnka Cavalcabé mu dala zhotovit náhrobek, na kterém je uvedeno jméno tak, jak ho oslovovala: Wolfgang Amadeus Mozart.

## Dílo (výběr)
- Klavírní kvartet g–moll, op. 1
- Sonáta pro housle a klavír, B–dur, op. 7
- Klavírní sonáta G–dur, op. 10
- 6 kusů pro flétnu a dva lesní rohy, op. 11
- Aria buffa k opeře „Divadelní ředitel“ Wolfganga Amadea Mozarta, op. 13
- Klavírní koncert č. 1 C–dur, op. 14
- Sonáta pro housle a klavír F–dur, op. 15
- Six Polonaises mélancoliques pro klavír, op. 17
- Sonáta pro violoncello nebo housle a klavír E–dur, op. 19
- Quatre Polonaises mélancoliques pro klavír, op. 22
- Variace na romanci Méhula, op. 23
- Dvě polonésy pro klavír, op. 24
- Klavírní koncert č. 2 Es–dur, op. 25
- „Der erste Frühlingstag“, Kantáta pro sóla, sbor a orchestr, op. 28
- Slavnostní sbor k odhalení pomníku W. A. Mozarta v Salcburku, op. 30
- Symfonie
- Rondo e–moll pro klavír a orchestr
- Písně s doprovodem klavíru